# ایموجی

شکلک اشک شوق که نشانگر خندیدن نویسنده است.

ایموجی (به انگلیسی: Emoji) یا شکلک در واقع تصاویر مفهومی و صورتک‌هایی هستند که در پیام‌های مجازی و تارنماهای جهانی استفاده می‌شود. ایموجی در واقع به معنای پندار نگاره (Ideogram)، یا خط تصویری است. و یا به دیگر سخن، می توان آن را، بیان گرافیکی عواطف، و احساسات نامید.
کلمه اموجی در زبان ژاپنی به معنای تصویرنگاشت است و از دو بخش  تصویر شخصیت ساخته شده‌است. کد اسکریپت ایزو ۱۵۹۲۴ برای ایموجی است.
این شکلک‌ها متعلق به فرهنگ ژاپنی هستند مثلاً خم شدن (برای عذرخواهی). تاجر پوشش چهره ماسک صورت و گل سفید یا گروهی از شکلک‌هایی که نمایان‌کننده غذاهای معروف هستند مانند نودل کاری ژاپنی دنگو و سوشی.

## تاریخچه
خاستگاه شکل‌گیری نخستین شکلک‌ها را به دانشمندی به‌نام اسکات فهلمن (به انگلیسی: Scott Fahlman) منتسب می‌دانند. او در سال ۱۹۸۲ پیشنهاد استفاده از شکلک‌ها در مکاتبات الکترونیکی دانشگاه کارنگی ملون را داد. او پیشنهاد داد که با استفاده از دونقطه، خط تیره و پرانتز برای القای احساسات در مکاتبات استفاده شود تا از بروز سوء تفاهمات جلوگیری شود. در آن سال‌ها این موضوع به سرعت به کالج‌های دیگر سرایت نمود. شکل :-) برای نشان دادن فرح، شادی، طنز و شوخی و شکل :-( بیانگر احساسات منفی، غم و اندوه بود. بدین وسیله پیام‌های جدی از شوخی قابل تفکیک شد.
اولین مجموعه ایموجی با کاربرد گسترده را شیگه‌تاکا کوریتا در سال ۱۹۹۹ ساخت. وی عضو تیم کاری ان‌تی‌تی دوکومو در پلتفرم i-mode اینترنت همراه بود. این مجموعه از ۱۷۲ ایموجی ۱۲ در ۱۲ پیکسلی ساخته شده بود که به صورت بخشی از ویژگی‌های پیام‌رسان i-mode منتشر شد تا ارتباطات الکترونیکی را ساده کند و نقش ویژگی متمایزکننده آن از سایر خدمات مشابه را ایفا کند.

با این حال در سال ۱۹۹۷ نیکولاس لوفرانی متوجه رشد استفاده از شکلک‌های اسکی در فناوری موبایل شد و تجربه کار با چهره‌های خندانک را آغاز کرد با این قصد که آیکون‌های رنگی بسازد که متناظر و مشابه با شکلک‌های اسکی از قبل موجود که فقط با استفاده از علایم نگارشی ساخته شده بودند، باشند تا این شکلک‌ها برای استفاده در فناوری دیجیتالی جذاب‌تر باشند. لوفرانی با استفاده از این تجربه‌ها، اولین شکلک‌های گرافیکی را ساخت و یک واژه‌نامه آنلاین شکلک گردآوری کرد که در طبقه‌بندی‌های مختلف مانند - کلاسیک، بیان حالات، پرچم‌ها، جشن‌ها، سرگرمی، ورزشی، آب و هوا، حیوانات، غذا، ملت‌ها، شغل‌ها، سیاره‌ها، صورت‌های فلکی، نوزادان مرتب شده بودند و این طراحی‌ها ابتدا در ۱۹۹۷ در دفتر حق تکثیر ایالات متحده آمریکا ثبت شدند و سپس در سال ۱۹۹۸ این آیکون‌ها به صورت فایل‌های جیف بر روی وب منتشر شدند و اولین شکلک‌های گرافیکی شدند که در این فناوری استفاده می‌شدند.
در سال ۲۰۰۰ فهرست راهنمای شکلک که لوفرانی ساخته بود بر روی اینترنت در دسترس کاربران تلفن‌های همراه قرار گرفت تا از نشانی smileydictionary.com دانلود کنند و این فهرست شامل بیش از ۱۰۰۰ شکلک گرافیکی خندانک و نسخه‌های اسکی آن‌ها بود. بعدتر فهرست راهنمای مشابه‌ای هم در سال ۲۰۰۲ در کتاب مارابوت به نام دیکو اسمایلیز (واژه‌نامه شکلک‌ها) منتشر شد. در سال ۲۰۰۱ شرکت اسمایلی Smiley Company شروع به ثبت حق شکلک‌های گرافیکی لوفرانی مورد دانلود و استفاده در تلفن‌های همراه شرکت‌های مخابراتی مختلف شامل نوکیا، موتورلا، سامسونگ، SFR (ودافون) و اسکای تله‌مدیا کرد.

## بکارگیری‌ها و پیاده‌سازی‌ها
سیستم‌عامل‌های ویندوز فون و ای او اس اقدام به استفاده از اموجی کردند. همچنین این شکلک‌ها در سال ۲۰۰۹ در سیستم ایمیل جیمیل پدیدار گشتند.
همچنین در سیستم عامل مک او اس برای نسخه ۱۰٫۷ از اموجی استفاده شده‌است.
گوگل نیز در سال ۲۰۱۳ برای نسخه جدید اندروید خود یعنی کیت کت یا همان اندروید ۴٫۴ و نسخه‌های بالاتر در کیبورد خود یا همان گوگل هنگ اوت از نوعی اموجی که شکلی منحصر به خود دارد استفاده کرد.
ایموجی‌ها نمادهایی برای انتقال لحن و تُن صدا، حالت چهره و زبان بدن هستند و می‌توانند به شکلی مختصر روایت‌گر داستان‌هایی باشند که به تمامی زبان‌ها قابل فهم هستند. از این روست که در تبلیغات و بازاریابی اقلامی با مخاطب بین‌المللی و گسترده نظیر محصولات خوراکی و شبکه‌های اجتماعی می‌توانند سودمند واقع شوند.